# Podział administracyjny Demokratycznej Republiki Konga
Demokratyczna Republika Konga podzielona jest na 26 prowincji i stolicę Kinszasę mającą status miasta na prawach prowincji. Zgodnie z konstytucją uchwaloną w referendum, które przeprowadzono dniach 18–19 grudnia 2005 roku i wprowadzoną w życie z dniem 18 lutego 2006 roku, kraj podzielony jest na 25 prowincji oraz rejon stołeczny Kinszasa. Nowy podział miał zacząć obowiązywać w ciągu 36 miesięcy od wejścia w życie konstytucji, to jest od lutego 2009 roku, jednak termin ten nie został dotrzymany. Nowy podział zaczął obowiązywać dopiero od 2015 roku.
Prowincje są także podzielone na miasta oraz terytoria. Łącznie w Demokratycznej Republice Konga Znajduje się 145 terytoriów, które dzielą się na sektory oraz komuny.

## Podział na mocy konstytucji sprzed 2006 roku

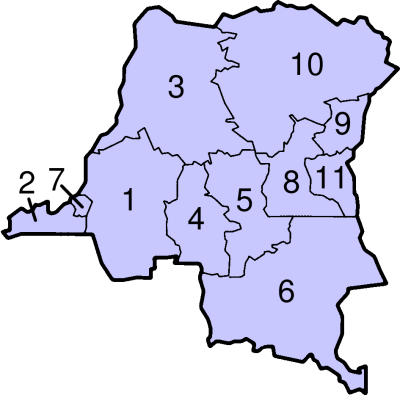
Podział do 2015 roku

| Nr | Prowincja           | Status              | Stolica    |
| -- | ------------------- | ------------------- | ---------- |
| 1  | Bandundu            | Prowincja           | Bandundu   |
| 2  | Kongo Środkowe      | Prowincja           | Matadi     |
| 3  | Prowincja Równikowa | Prowincja           | Mbandaka   |
| 4  | Kasai Zachodnie     | Prowincja           | Kananga    |
| 5  | Kasai Wschodnie     | Prowincja           | Mbuji-Mayi |
| 6  | Katanga             | Prowincja           | Lubumbashi |
| 7  | Kinszasa            | Prowincja stołeczna | Kinszasa   |
| 8  | Maniema             | Prowincja           | Kindu      |
| 9  | Kiwu Północne       | Prowincja           | Goma       |
| 10 | Prowincja Wschodnia | Prowincja           | Kisangani  |
| 11 | Kiwu Południowe     | Prowincja           | Bukavu     |

## Podział na mocy nowej konstytucji (od 2015 r.)

Nowy podział na prowincje

| Nr | Prowincja           | Stolica    | poprzednia nazwa/położenie |
| -- | ------------------- | ---------- | -------------------------- |
| 1  | Kinszasa            | Kinszasa   | bez zmian                  |
| 2  | Kongo Środkowe      | Matadi     | Dolne Kongo                |
| 3  | Kwango              | Kenge      | Bandundu                   |
| 4  | Kwilu               | Kikwit     | Bandundu                   |
| 5  | Mai-Ndombe          | Inongo     | Bandundu                   |
| 6  | Kasai               | Luebo      | Kasai Zachodnie            |
| 7  | Lulua               | Kananga    | Kasai Zachodnie            |
| 8  | Kasai Wschodnie     | Mbuji-Mayi | Kasai Wschodnie            |
| 9  | Lomami              | Kabinda    | Kasai Wschodnie            |
| 10 | Sankuru             | Lodja      | Kasai Wschodnie            |
| 11 | Maniema             | Kindu      | bez zmian                  |
| 12 | Kiwu Południowe     | Bukavu     | bez zmian                  |
| 13 | Kiwu Północne       | Goma       | bez zmian                  |
| 14 | Ituri               | Bunia      | Prowincja Wschodnia        |
| 15 | Górne Uele          | Isiro      | Prowincja Wschodnia        |
| 16 | Tshopo              | Kisangani  | Prowincja Wschodnia        |
| 17 | Dolne Uele          | Buta       | Prowincja Wschodnia        |
| 18 | Ubangi Północne     | Gbadolite  | Prowincja Równikowa        |
| 19 | Mongala             | Lisala     | Prowincja Równikowa        |
| 20 | Ubangi Południowe   | Gemena     | Prowincja Równikowa        |
| 21 | Prowincja Równikowa | Mbandaka   | Prowincja Równikowa        |
| 22 | Tshuapa             | Boende     | Prowincja Równikowa        |
| 23 | Tanganika           | Kalemie    | Katanga                    |
| 24 | Górne Lomami        | Kamina     | Katanga                    |
| 25 | Lualaba             | Kolwezi    | Katanga                    |
| 26 | Górna Katanga       | Lubumbashi | Katanga                    |